# Rio Gârla Sireţel
O Rio Gârla Sireţel é um rio da Romênia, afluente do Siret, localizado no distrito de Botoşani.